# 安堵
安堵（あんど）とは、日本史において、主人が従者との主従関係や従者のもつ所領知行を承認する行為を指す概念。特に鎌倉後期以降は、その支配領域内人々の規制、所領知行の公的な認定を意味した。

## 概要
「安堵」という言葉は『史記』（高祖本紀）に見られ、日本でも漢語表現として古くから用いられてはいたが、権利保証に関する意味での「安堵」の語が生じたのは平安時代後期以後と考えられている。この時代には社会の不安定によって私有財産侵害の例がしばしば発生していた。
そのため、土地などの財産所有者が実力者に自己の財産に対する権利の保証を求め、実力者は財産の保護を約束して所有者に精神的安堵を与える代わりに所有者に対して一定の奉仕を求めた。この権利保証と代償としての奉仕が恒常的になることによって、実力者と所有者の間に主従関係に発展した。特に初期の武家法ではこの関係が重要視され、権利保証と代償としての奉仕はそれぞれ御恩と奉公の関係に転換していくことになる。

## 武家社会における安堵

### 鎌倉時代
御恩と奉公の体系の上に成立していた鎌倉幕府にとって、安堵は御家人の忠誠をつなぎとめるために重要な手段であった。鎌倉幕府の安堵は主として所領の安堵を指し、その対象としては土地の売買、相続、和与、証文紛失などが挙げられる。安堵は目的に応じて、本領安堵、遺跡安堵、和与安堵、当知行地安堵、寄進地安堵、沽却地安堵、買得安堵、譲与安堵などに分けられるが、1件の事案中に複数の安堵が含まれる場合も存在していた。
特に中核となるのは、主従関係の構築に際して開発相伝・根本私領（本領）の安堵である本領安堵（何らかの事情で本領を喪失した後に本領を回復した時の安堵も含まれる）と相続の発生によって相続人による土地の相続の安堵である遺跡安堵であった。遺跡安堵は継目安堵とも称した。
何らかの事情で所領の権利が移動した場合、新しい権利者は申文とともに前の権利者などからの譲状などを幕府に提出し、安堵奉行が書状の内容、知行の実態（不知行になっていないか）、この安堵に異論が持つ不服人の有無などを確認した上で各種安堵状（御教書・判物・下文など）発給や譲状に直接安堵の旨を加筆した外題安堵が行われ、問題がある場合には所務沙汰に準じて引付などの訴訟機関において審議が行われた。
初期の安堵は必ずしも既判力を持つものとは言えず、安堵の実施も自体も抑制的であった。これは旧所有者が所有を回復したと申請した結果出される本領安堵と現所有者が当知行の保証を求める当知行安堵のように安堵が競合すると新たな紛争要因になりかねない事態も予想されたためであり、土地関係の不安定化は政権の不安定化を招く危険があったからである。実際に御成敗式目では第7条で本領安堵を同じく第43条では当知行安堵に制約を加える内容が入っており、安堵状が発給された場合でもその効果は主君（保証者）と従者（権利者）の間の主従関係（主君が従者を必要とし、従者が主君に必要とされている現状）の確認を越えるものではなかったとみられる。
しかし、1309年（延慶2年）以後には外題安堵に既判力が認められ、また買得安堵を得た所領などが徳政令の対象外とされるなど、法的な権限強化が強まり、従来は当知行（実際の知行者）優先の法理から外題安堵所持者優先へと移行するようになった。

### 室町時代
室町幕府では南北朝時代から譲与・相伝・公験等に基づく安堵が中心だったが、応永年間には当知行安堵が増加して原則化した。
- 譲与・相伝等に基づく安堵
所領・所職の相続・移転・処分に基づく安堵[1]。室町時代を通じてみられた[1]。
- 公験に基づく安堵
所領・所職の知行の権利について朝廷や幕府等が発給した文書（公験）に基づく安堵[1]。
- 本知行に基づく安堵
根本所領や旧領である本領・本知行に基づく安堵[1]。
- 当知行安堵（当知行地安堵）
応永年間には当知行安堵が増加して原則化した[1]。当知行安堵の文書の様式には「相伝・当知行」に基づくものや「公験」と「当知行」に基づくものもあり、「相伝」や「公験」に基づく安堵としての側面も有するが、「当知行」であることが明記されるようになり様式に変化がみられる[1]。
- 当主の申請に基づく相続安堵
奉公衆や国人衆が内部で相続人を定め、将軍の認定を受けることで相続を円滑に進める目的があったとされる[1]。

### 江戸時代
江戸時代に入ると、安堵の方法が大きく変化する。それはこれまでは違って本領概念を認めず、形式上は領主の死によって所領は一旦公儀に戻され、相続人からの申請によって相続人への家督相続が認められた場合に限って同一の所領に再封することとされ、所領の安堵は将軍もしくは主君1代限りで有効であり、御代始の度に1から安堵を得る必要が生じたことによる。
これによって継目安堵の意味や発生要因にも大きな変化が見られた。すなわち、従来は家臣の家で家督相続が行われた場合に主君がその安堵を行う遺跡安堵と同じ意味のものであったが、江戸時代のそれは主君の家で家督相続が行われた場合に前の当主が家臣に与えた安堵が効力を失って新しい当主による安堵が行われることを指すようになった。
江戸幕府の場合、1664年（寛文4年）に実施された寛文印知によって仕法が定まることになるが、大名領（領分）・旗本領（知行所）・公家領（禁裏料）・寺社領（朱印地・黒印地）のそれぞれの格式によって、安堵状の形式が定められていた。例えば、大名・公家・寺社の場合は格式によって将軍の花押が記された領知判物を与えられる家と朱印状による領知朱印状が下される家に分けられていた。
将軍の交替時には一旦古い安堵状を幕府に返還した上で新しい安堵状が下される時に一緒に返還された（御朱印改）。
御朱印改は実施前に病死した6代家宣・7代家継及び将軍職を免ぜられた15代慶喜の3名を除く12代の将軍がいずれも実施している（ただし、寛文印知を実施した徳川家綱よりも以前の将軍による安堵状の書式は不定であった）。一方、大名から家臣や寺社への安堵は原則として大名の判物か黒印状によって行われていた。